# Jaider Romero
Jaider Romero (* 22. Mai 1982 in Valledupar) ist ein ehemaliger kolumbianischer Fußballspieler, der fast seine gesamte Karriere für Atlético Junior aus Barranquilla in der Ersten Liga Kolumbiens gespielt hat.
Romero ist Rechtsverteidiger und trägt die Rückennummer 23. Sein Bekanntheitsgrad erhöhte sich beträchtlich nach dem Eulentritt von Luis Moreno, da auch von ihm Videoaufnahmen eines gleichartigen Angriffs gegen dasselbe Tier im Estadio Metropolitano Roberto Meléndez vorliegen. Romeros Attacke fand fast zwei Jahre früher als die Morenos am 18. April 2009 im Spiel seines Vereins gegen Independiente Medellín (2:1) statt.